# エル・ビスカイノ生物圏保護区
エル・ビスカイノ生物圏保護区（El Vizcaino Biosphere Reserve）は、太平洋とカリフォルニア湾に挟まれたバハ・カリフォルニア半島中央部に設定されているメキシコの生物圏保護区である。1988年に設定された総面積2,546,790 haの生物圏保護区で、独特の砂漠の気候によって育まれた陸棲生物の固有種の豊富さや、コククジラの重要な繁殖地であることなどが特色である。
コククジラの繁殖地になっている2つの潟湖が、ユネスコの世界遺産に登録されている。また、一帯は1993年にユネスコの生物圏保護区に指定され、湿地、塩生植物の群落、マングローブなどが発達しているオホ・デ・リエブレ湖とサン・イグナシオ湖の2つの潟湖は2004年にラムサール条約登録地となった。

## 動物相
この地域の動植物は、雨が僅少で激しい風が吹きすさぶ砂漠気候に自らを適応させてきた。その結果、この地域では数千種にも及ぶ植物の固有種や、他では見られないような野生生活が育まれて来たのである。
この地の厳しい環境に適応した動物たちには、ピューマ、コヨーテ、齧歯目の動物、ウサギなどの夜行性の動物たちが含まれている。それ以外の動物たちは、多肉植物からだけ水分を得ている。陸棲哺乳類の中で際立っているのが、地上最速の部類に属するプロングホーンである。この保護区では、ほかにもビッグホーンやミュールジカなどが見られる。また、定住している鳥や渡り鳥などが数十種確認されている。重要なものとしては、ミサゴ、サギ科、ウ科、カモメ科、コクガンなどのカモ科などである。海洋動物としては主役であるコククジラをはじめ、ハンドウイルカ属などのイルカ類、アオウミガメやアカウミガメなどの4種のウミガメ、キタゾウアザラシ、カリフォルニアアシカ、ゼニガタアザラシ、シロナガスクジラおよび多数の魚類、甲殻類などが見られる。
なお、コククジラはここで繁殖を終えた後、夏場に餌場のチュクチ海、ボーフォート海、ベーリング海などに移動する。

## 世界遺産
エル・ビスカイノ生物圏保護区のうち、バハ・カリフォルニア半島にあるセバスティアン・ビスカイノ湾、および湾と繋がっている2つの潟湖のオホ・デ・リエブレ湖（Laguna Ojo de Liebre）、サン・イグナシオ湖（Laguna San Ignacio ）は、コククジラの繁殖地として知られている。世界中に棲息しているコククジラの半数は、この湾で生まれている。
コククジラの繁殖にとって重要な場所であるが、それを目当てにした過剰なホエール・ウォッチングによって海洋環境が悪化したため、現在は観光には規制がされている。
世界遺産に登録されているのは、生物圏保護区内のオホ・デ・リエブレ湖（面積226,914ha）とサン・イグナシオ湖（面積142,717ha）である。

### 登録基準
この世界遺産は世界遺産登録基準のうち、以下の条件を満たし、登録された（以下の基準は世界遺産センター公表の登録基準からの翻訳、引用である）。
- (10) 生物多様性の本来的保全にとって、もっとも重要かつ意義深い自然生息地を含んでいるもの。これには科学上または保全上の観点から、すぐれて普遍的価値を持つ絶滅の恐れのある種の生息地などが含まれる。

## 最初の定住者
アメリカ大陸北部からの放浪者であったコチミ人が、最初にこの地方に落ち着いたのは、1万1000年以上前のことであった。放浪してきたコチミ人たちはシエラ・デ・サン・フランシスコ（サン・フランシスコ山地）の洞窟群に隠れて住んでいた。その当時の生活の痕跡は、シエラ・デ・サン・フランシスコに今も残る洞窟壁画群に見出すことができる。
しかしながら、この地の峻厳な環境のせいで、大規模な開発に晒されることなく、現在まで自然環境がよく維持されてきた。